# Desciclopédia
Desciclopédia é um website satírico que parodia a Wikipédia. Fundado em 2005 no formato de uma wiki em inglês, o projeto atualmente tem versões em mais de 75 idiomas. O website original tem mais de 40.000 artigos.
O projeto foi lançado em janeiro de 2005, por Jonathan Huang (Seattle, 24 de outubro de 1985) (Chronarion) e um parceiro de pseudônimo Stillwaters (ou Euniana), com o nome Uncyclomedia Foundation (parodiando a Wikimedia Foundation), e supostamente seria uma ampliação da seção "bad jokes and other deleted nonsense", uma seção da Wikipédia anglófona onde se agrupavam conteúdos intencional ou não-intencionalmente humorísticos, constantemente retirados por não serem considerados enciclopédicos (e cuja versão em português encontra-se em "piadas foleiras e outros disparates apagados").

## Etimologia
A origem etimológica do nome Desciclopédia, no caso do Brasil, Portugal e países lusófonos é derivado do português des = não + ciclopédia = enciclopédia, uma versão derivada do original em inglês internacional un + cyclopedia.

## Números
A versão em português foi criada em 7 de agosto de 2005 e possui aproximadamente 69.000 artigos. É a maior dentre suas irmãs, seguida da Uncyclopedia, a wiki-paródia original em inglês.
Ao longo de sua existência, este projeto tem conseguido se espalhar pelo mundo por mais de quarenta línguas, tornando-se o terceiro maior projeto ao estilo wiki no mundo. Seus usuários mantêm a estrutura de uma enciclopédia em muito semelhante à Wikipédia, dando formato de valor científico aos seus verbetes que fogem da informação verdadeira, muitas vezes usando propositadamente de preconceitos, declarações e citações vexatórias e palavras de baixo calão a celebridades, pessoas e personagens conhecidas.

## Servidor
Algumas versões da Uncyclopedia usavam servidores da Wikia; todos eles (incluindo a Uncyclopedia original) foram removidos da Wikia em 2019.
Outras wikis do projeto, como a Desciclopédia, são hospedadas em servidores localizados no Canadá e operados por uma organização chamada de "Uncyclomedia Foundation". E em alguns casos especiais, há uma hospedagem própria apenas para o idioma.

## Impacto cultural
A Desciclopédia já foi utilizada como fonte pelos Poderes Executivo e Judiciário do Governo Federal do Brasil, e citada pelo Poder Legislativo.

### Poder Executivo
No documento Plano Territorial de Desenvolvimento Rural Sustentável, realizado pelo Instituto Samaritano de Políticas Públicas Albert Schweitzer em 2010, com apoio do Ministério do Desenvolvimento Agrário, através da Secretaria de Desenvolvimento Territorial, o trecho que fala sobre o município de Santo Afonso (Mato Grosso) é baseado na Desciclopédia:
| “ | Outra cidade de história antiga e tradicional, é mais uma dentre os 500 povoados matogrossenses que surgiu graças à corrida de garimpeiros ávidos por ouro e diamante. Após algumas décadas de agressão contínua ao solo, desmatamento na fauna e flora nativa e poluição dos mananciais e lençóis freáticos com os produtos da garimpagem, aquele pequeno poço de merda foi abandonado pelos garimpeiros que com o fim das pedras preciosas na região, foram procurar outro lugar para arrasar. Sobrou apenas um pequeno e humilde povoado cheio de descendentes daquelas meretrizes do século XIX que não tinham onde cair mortas e deram continuidade ao vilarejo. Santo Afonso foi uma das cidades onde passou a famosa Comissão Rondon, um grupo de malucos que saiu construindo telégrafos no interior do Brasil. Até hoje aqueles telégrafos do Marechal Rondon ainda são usados para comunicação com o mundo exterior. Em 1959 ocorreu uma ocupação definitiva de Santo Afonso, quando grande parte de suas terras foi grilada e “[doada]” ilegalmente para diversos fazendeiros paulistas e paranaenses que fizeram o favor de terminar o serviço que os garimpeiros haviam começado séculos antes, e desmataram os últimos resquícios de floresta nativa para criarem um pasto para seus bois gordos e vacas loucas. Atualmente não passa de um município que ninguém conhece, e só faz número entre as cidades ao redor de Cuiabá. Cidade que sobreviveu décadas graças ao garimpo do diamante. Com o fim dos recursos minerais foi a vez do extrativismo vegetal de seringueiras e ipecacuanha. Da seringueira tiravam o leite do pau para fabricar borracha e da ipecacuanha tiravam de sua flor uma substância alucinógena psicotrópica que era muito popular e vendida na fronteira com o Paraguai em formato de um “ecstasy” conhecido popularmente como tesão das vacas. Mas até essa abundância vegetal foi extraída até a sua última folha, e hoje restam apenas os pastos do gado de corte. | ” |

### Poder Judiciário
Em 2009, quando o advogado Paulo Roberto Yung se candidatou ao cargo de desembargador do Tribunal de Justiça de São Paulo, o conselheiro da OAB em São Paulo, Horacio Bernardes Neto, rejeitou seu pedido por considerar um achincalhe o fato de Paulo Roberto Yung ter apresentado, como referência, um contrato de prestação de serviço e honorários advocatícios, de 1996, do adido comercial do Domínio de Melchizedek.
Segundo o conselheiro Horacio Bernardes Neto, da seccional da Ordem dos Advogados do Brasil em São Paulo, o advogado postulante à vaga na lista sêxtupla para concorrer a uma vaga de desembargador no Tribunal de Justiça do Estado de São Paulo instruiu o pedido com um documento tosco, injurídico, imperfeito, quiçá fraudulento, formalizado por uma representação diplomática inexistente no Brasil, firmado por um cidadão estrangeiro, não regularmente identificado, que se auto intitula adido comercial de uma micronação sem representação no Brasil. O conselheiro da Ordem dos Advogados do Brasil em São Paulo disse, ainda, que ao procurar no sistema processual do Tribunal de Justiça de São Paulo, não encontrou uma única ação em que o advogado Paulo Roberto Yung defendeu o Domínio de Melchizedek.
A fonte usada pelo conselheiro da OAB, entretanto, foi a Desciclopédia.

### Poder Legislativo
O deputado federal pelo Tocantins, Ângelo Agnolin, quando propôs um projeto de lei para censurar a Internet no Brasil utilizou, como argumentos, o fato do Tocantins ser insultado por meio do Twitter e de um verbete do site supostamente humorístico chamado Desciclopédia.

### Eleições
Nas eleições estaduais no Maranhão em 2010, a propaganda de Roseana Sarney utilizou a Desciclopédia como fonte fiável para dizer que seus adversários a estariam atacando e também o Maranhão.

### Material Didático no Mato Grosso
Em 2013, a Secretaria de Estado de Trabalho e Assistência Social (SETAS) do Mato Grosso solicitou a elaboração de um material didático que chegou a ser distribuído, e por pouco não foi utilizado, em um curso de capacitação de pessoal para a Copa do Mundo. No material, o que não faltaram foram textos recheados de brincadeiras e sátiras sobre a cultura e a História da região, aparentemente copiados a partir da “Desciclopédia”. O diretor do Instituto contratado para a elaboração das apostilas se responsabilizou pelo ocorrido, alegando que o problema provavelmente ocorreu por conta de ação de sabotadores.

### Mensagens nas notificações do Facebook
Em 25 de junho de 2015 as notificações do Facebook foram alteradas com mensagens referentes à Desciclopédia por algumas horas. Vários usuários da rede social relataram o aparecimento de mensagens como "Fora politicamente correto, volta Desciclopédia", "O FB manda cair, mas a DP vai resistir", "Na União Soviética, a Desciclopédia derruba o Facebook", entre outras. O ato foi uma represália após o Facebook retirar duas páginas de fãs da Desciclopédia do ar em pouco mais de dois meses, sendo que a página original com o namespace /desciclopedia e com cerca de 400 mil seguidores na época retirada do ar em abril de tal ano e a página reserva sob o namespace /desciclopediaII com pouco menos de 40 mil seguidores derrubado em tal data. Em nota, o Facebook declarou que as alterações foram feitas usando o sistema de tradução do site, que aceita as sugestões dos usuários.

## Em outras línguas
A Desciclopédia é a maior Uncyclopedia desde junho de 2010. A Uncyclopedia (nome do projeto precursor, em inglês) conta hoje com versões em mais de 50 línguas.
| Cód.(ISO 639) | Uncyclopedia                | Idioma           | Núm. artigos |
| ------------- | --------------------------- | ---------------- | ------------ |
| af            | Niesiklopedia               | Afrikaans        | 5            |
| ar            | اللاموسوعة                  | العربية          | 1329         |
| ast           | Nunyepedia                  | Asturianu        | 56           |
| be            | Паўдурапедыя                | Беларуская       | 40           |
| bg            | Оксипедия                   | Български        | 258          |
| bn            | আনসাইক্লোপিডিয়া                   | বাংলা               | 19           |
| bs            | Neciklopedija               | Bosanski         | 27           |
| ca            | Valenciclopèdia             | Català           | 582          |
| cs            | Necyklopedie                | Česky            | 258          |
| cy            | Celwyddoniadur              | Cymraeg          | 83           |
| da            | Spademanns Leksikon         | Dansk            | 9620         |
| de            | Uncyclopedia.de             | Deutsch          | 5496         |
| dlm           | Neciklopedija               | Dalmatian        | 7            |
| el            | Φρικηπαίδεια                | Ελληνικά         | 2853         |
| en            | Uncyclopedia                | English          | 32195        |
| eo            | Neciklopedio                | Esperanto        | 4890         |
| es            | Inciclopedia                | Español          | 5726         |
| et            | Ebatsüklopeedia             | Eesti            | 96           |
| fa            | نانشنامه                    | فارسی            | 594          |
| fi            | Hikipedia                   | Suomi            | 8005         |
| fo            | Ikkipedia                   | Føroyskt         | 1            |
| fr            | Désencyclopédie             | Français         | 10067        |
| fy            | Unsyklopedy                 | Frysk            | 22           |
| ga            | Frithchiclipéid             | Gaeilge          | 11           |
| gl            | Desgalipedia                | Galego           | 6236         |
| got           | Unsaiklopedia               | 𐌲𐌿𐍄𐌹𐍃𐌺‬           | 12           |
| grc           | Κακαπαιδεια                 | Ἀρχαία ἑλληνικὴ  | 1            |
| he            | איןציקלופדיה                | עברית            | 2262         |
| hr            | Neciklopediju               | Hrvatski         | 303          |
| hu            | Unciklopédia                | Magyar           | 1777         |
| id            | Tolololpedia                | Bahasa Indonesia | 8309         |
| ie            | Ninciclopedia               | Interlingue      | 5            |
| info          | Uncyclopædia                | Babel            |              |
| io            | Neciklopedio                | Ido              | 54           |
| is            | Ekkipedia                   | Íslenska         | 5            |
| it            | Nonciclopedia               | Italiano         | 14860        |
| ja            | アンサイクロペディア        | 日本語‬           | 20678        |
| jv            | Ndhablek                    | Basa Jawa        | 4            |
| km            | Uncyclopedia.km             | ភាសាខ្មែរ            | 0            |
| ko            | 백괴사전                    | 한국어‬           | 7119         |
| la            | Necyclopædia                | Latina           | 188          |
| lb            | Kengencyclopedia            | Lëtzebuergesch   | 7            |
| li            | Kwatsjpedia                 | Limburgs         | 19           |
| lo            | Uncyclopedia.lo             | ລາວ              | 10           |
| lt            | Juokopedija                 | Lietuvių         | 276          |
| lv            | Neciklopēdija               | Latviešu         | 158          |
| meta          | UnMeta                      | ---              | 197          |
| mg            | Hatsiklopedia               | Malagasy         | 7            |
| mk            | Википедија                  | Македонски       | 170          |
| mo            | Neciclopedia                | Молдовеняскэ     | 84           |
| ms            | Bodohpedia                  | Bahasa Melayu    | 143          |
| mwl           | Çciclopédia                 | Mirandés         | 391          |
| nl            | Oncyclopedia                | Nederlands       | 3088         |
| nn            | Ikkjepedia                  | Nynorsk          | 575          |
| no            | Ikkepedia                   | Norsk            | 4694         |
| oc            | Oisquipèdia                 | Occitan          | 47           |
| olb           | Абсурдопедия                | Русский          | 4310         |
| pl            | Nonsensopedia               | Polski           | 18279        |
| pt            | Desciclopédia               | Português        | 55701        |
| ro            | Neciclopedie                | Română           | 174          |
| ru            | Абсурдопедия                | Русский          | 4698         |
| simple        | Simple English Uncyclopedia | Simple English   | 193          |
| sk            | Necyklopedia                | Slovenčina       | 1899         |
| sl            | Butalopedija                | Slovenščina      | 30           |
| sco           | Scotypedia                  | Scots            | 9            |
| sr            | Нециклопедија               | Српски           | 463          |
| su            | Goblogpedia                 | Basa Sunda       | 4            |
| sv            | Psyklopedin                 | Svenska          | 2551         |
| th            | ไร้สาระนุกรม                  | ไทย              | 3513         |
| tl            | Pekepedia                   | Tagalog          | 276          |
| tlh           | ghItlh'a'pedia              | tlhIngan Hol     | 3            |
| tr            | Yansiklopedi                | Türkçe           | 1093         |
| uk            | Інциклопедія                | Українська       | 1177         |
| vls           | Kweenipedia                 | West-Vlams       | 59           |
| yi            | קיינציקלאָפעדיע              | יידיש            | 11           |
| zea           | Oncypedie                   | Zeêuws           | 100          |
| zh            | 伪基百科                    | 汉语             | 8413         |
| zh-tw         | 偽基百科                    | 正體中文         | 6666         |
| zombie        | Zombiepedia                 | Zombie           | 318          |

## Outros logos
As versões em algumas línguas possuem logotipo diverso, entre elas:

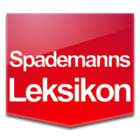
Logotipo utilizado na Uncyclopedia dinamarquesa, «Spademanns Leksikon» (em dinamarquês).
Uncyclopedia's logo para Wikipedia
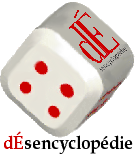
Logotipo utilizado na Uncyclopedia francesa, «dÉsencyclopédie» (em francês).
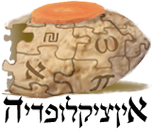
Logotipo utilizado na Uncyclopedia hebraica,  «אנציקלופדיה» (em hebraico).
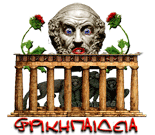
Logotipo utilizado na Uncyclopedia grega, «Φρικηπαίδεια» (em grego).
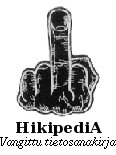
Logotipo utilizado na Uncyclopedia finlandesa, «Hikipedia» (em finlandês).
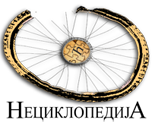
Logotipo utilizado na Uncyclopedia sérvia, «Нециклопедија» (em sérvio).
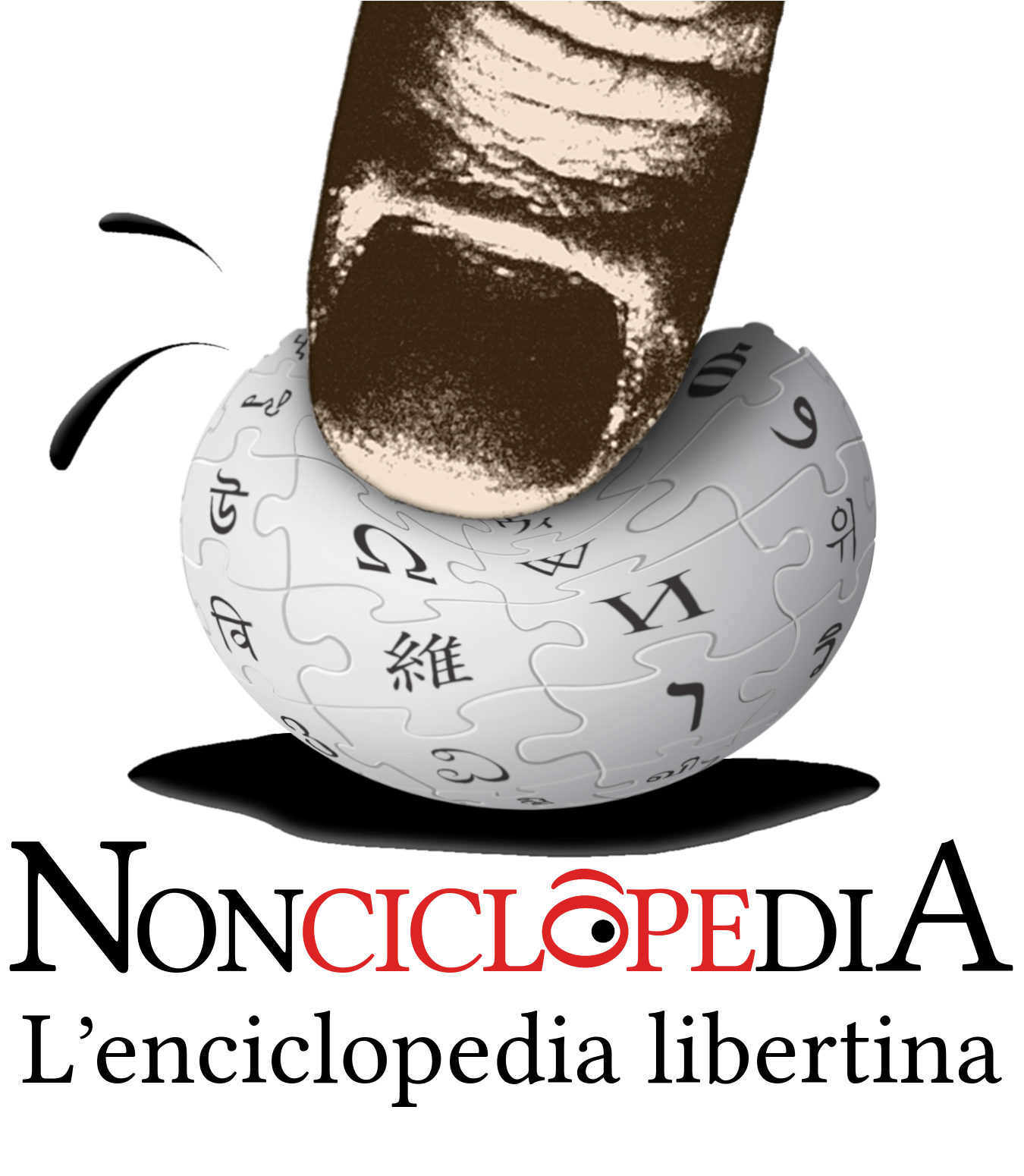
Logotipo utilizado na Uncyclopedia italiana, «Nonciclopedia» (em italiano).